# Coleco Telstar
Telstar — серия игровых приставок производства Coleco, основу составляли клоны консоли Pong компании Atari. Первая модификация Telstar выпущена в 1976 году. Игровые приставки продавались частично разобранными. Покупатель должен был самостоятельно установить декоративную панель и контроллеры на корпус устройства. Только Coleco продавала свои консоли таким образом — возможно, компания хотела сократить затраты на сборку своих довольно дешёвых систем.

## История
В 1975 году два инженера шотландского отделения компании General Instruments разработали игровой чип. У данного чипа было несколько плюсов: во-первых, он представлял собой практически готовое изделие (требовалось очень мало дополнительных компонентов для создания полноценной игровой приставки), а во-вторых, он позволял запускать шесть игр с несколькими уровнями сложности. 
Ральфу Беру, создателю первой в мире игровой приставки Magnavox Odyssey, стало известно о данной разработке; кроме этого, он знал, что президент Coleco Арнольд Гринберг  искал новые идеи и конструкторские решения. Бер сообщил Гринбергу об этом чипе, и вскоре Coleco стала закупать AY-3-8500 и использовать его в своих приставках, названных Telstar.
Приставка достаточно быстро стала популярной; Coleco создала и выпустила 15 модификаций консоли, из них 11 — основанных на чипе AY-3-8500 (и его версиях 8510 и 8512). Различия между ними заключались лишь в количестве игр и уровней сложности, комплектации приставки, а также в способе вывода изображения, которое могло быть цветным или чёрно-белым. 
В конечном итоге неоригинальность весьма многочисленного модельного ряда, а также постепенный спад интереса к игровым приставкам Pong-типа чуть не привёл Coleco к банкротству в 1980.

## Модификации

### Pong-типа

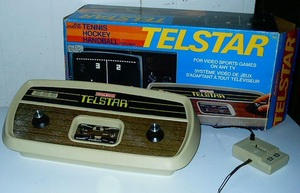
Coleco Telstar

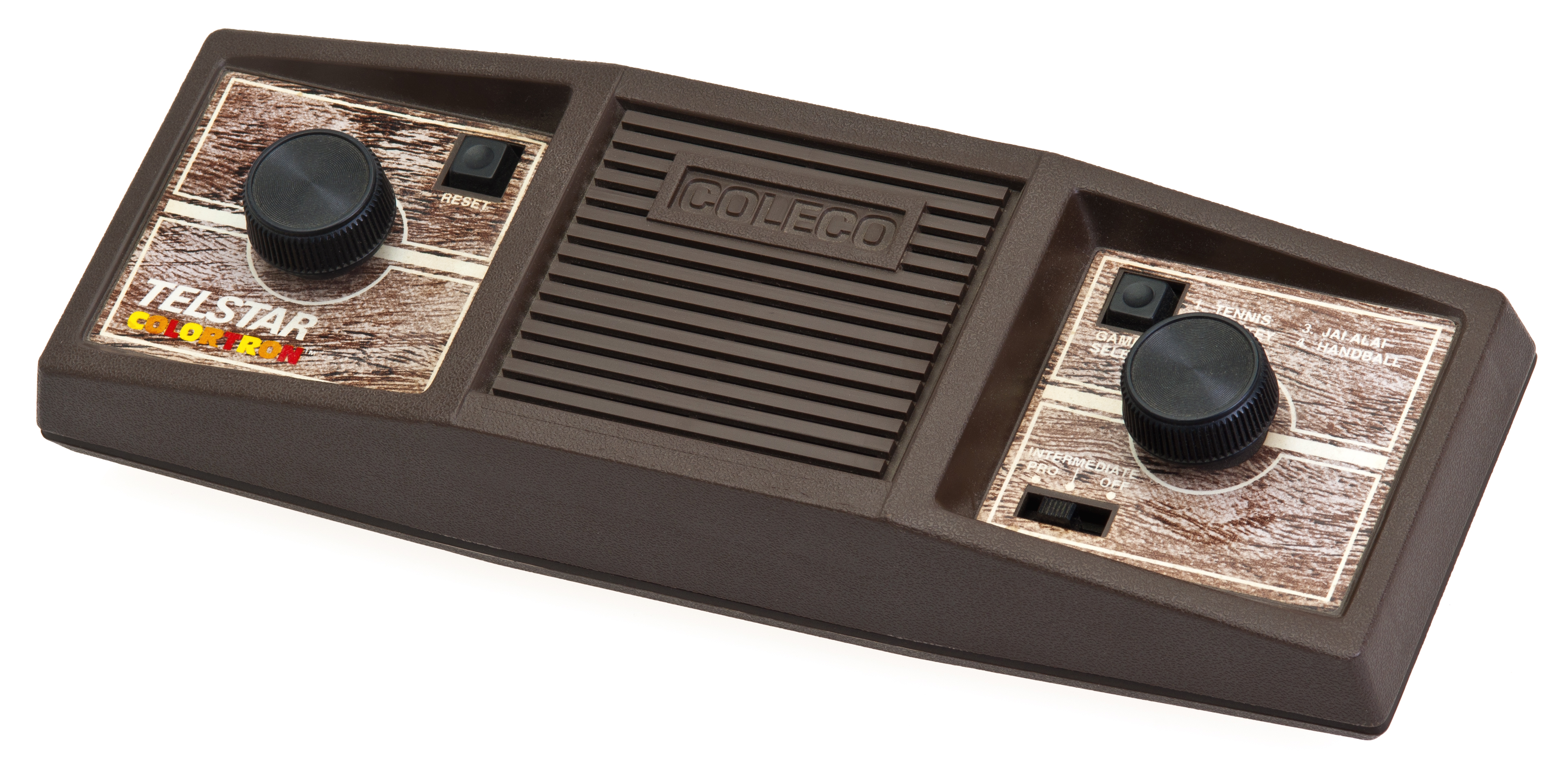
Telstar Colortron

1. Telstar (модель 6040, 1976). Три варианта Pong (хоккей, гандбол и теннис), два контроллерa типа «paddle», закреплённых на корпусе приставки. Использовался чип AY-3-8500 компании General Instrument.
2. Telstar Classic (модель 6045, 1976). Модификация Telstar, отличалась только деревянным корпусом; аппаратная и программная составляющие не изменились.
3. Telstar Deluxe (1977), известна также как «Video World Of Sports». Аналог модели Telstar, имел пластиковую коричневую подставку. Сам корпус — пластиковый с деревянной вставкой. Приставка производилась специально для канадского рынка и имела упаковку на двух языках — французском и английском.
4. Telstar Ranger (модель 6046, 1977). Четыре варианта Pong (хоккей, гандбол, теннис, джай-алай) и две игры для светового пистолета (мишень, стрельба по тарелочкам). Модель имела чёрно-белый пластиковый корпус, комплектация включала в себя световой пистолет, выполненный в виде револьвера и контроллеры типа «paddle»; последние могли устанавливаться игроками на корпус приставки либо использоваться дистанционно, с помощью кабелей, входящих в комплект. Использовался чип General Instrument AY-3-8500.
5. Telstar Alpha (модель 6030, 1977). Четыре варианта Pong. Чёрно-белый пластиковый корпус, на котором размещены два контроллера. Чип — AY-3-8500.
6. Telstar Colormatic (модель 6130, 1977). Аналог Telstar Alpha, но с цветной графикой и раздельными проводными контроллерами. Корпус и контроллеры украшены деревянными вставками. Игровой чип AY-3-8500. Для вывода графики использовался чип SN76499N производства Texas Instruments.
7. Telstar Regent (модель 6036, 1977). Аналог Telstar Colormatic (использовались проводные контроллеры), но с чёрно-белой графикой и пластиковым корпусом.
8. Telstar Sportsman (1978). Telstar Regent с дополнительным контроллером — световым пистолетом и несколькими переключателями сложности.
9. Telstar Colortron (модель 6135, 1978). Четыре варианта Pong в цвете. В приставку встроен динамик-«пищалка», создающий звуковое оформление игр. Контроллеры закреплены на корпусе, используется чип AY-3-8510.
10. Telstar Marksman (модель 6136, 1978). Четыре варианта Pong и две игры для светового пистолета. Последний больше напоминает автомат, ибо имеет удлинённое дуло и съёмный приклад. Контроллеры — на корпусе приставки, чип — AY-3-8512.
11. Telstar Galaxy. Единственная модель Telstar, использующая джойстики (расположены на проводных платформах). Также есть два дополнительных контроллера-paddle. Игровой чип AY-3-8600, видеочип — AY-3-8615.

### Прочие

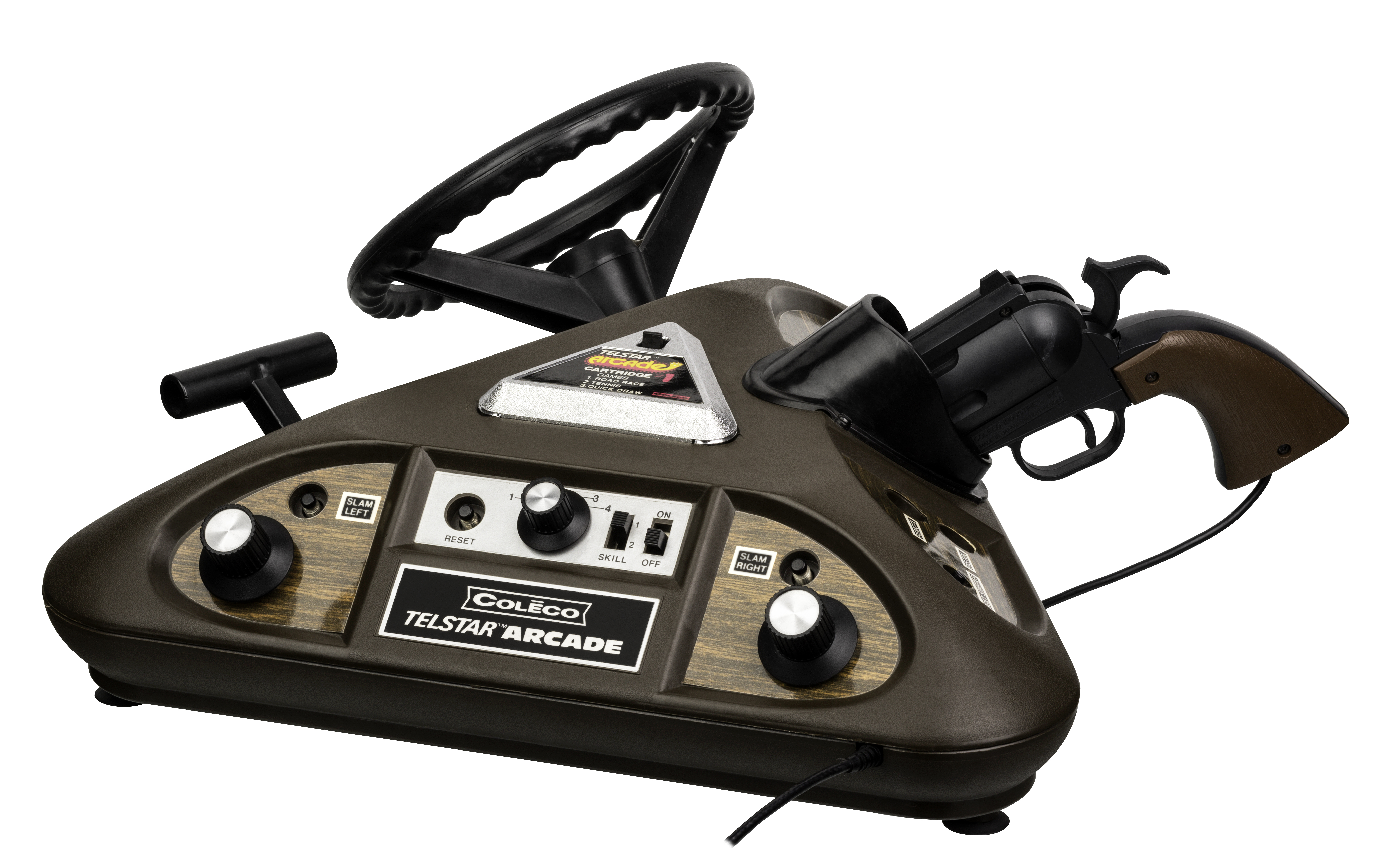
Telstar Arcade

1. Telstar Combat! (модель 6065, 1977). Четыре варианта игры Tank от Kee Games (самый известный клон этой игры в России — Battle City). Четыре закреплённых на одной основе джойстика (по два на каждого игрока). В качестве чипа — General Instruments «AY-3-8700 Tank chip».
2. Telstar Arcade (модель 6175, 1977). Ещё одна уникальная игровая система Telstar. Во-первых, корпус приставки имеет в своей основе форму треугольника, на сторонах которого находятся: световой пистолет, руль с рукоятью переключения передач и два контроллера типа paddle. Во-вторых, впервые в истории Coleco использовались картриджи (что интересно, тоже треугольной формы), каждый из которых нёс собственный чип MPS-7600 производства MOS Technology. Чип хранил логические схемы игр, которые обрабатывались основным процессором.
3. Telstar Gemini (1978). Четыре варианта игры пинбол и две игры для светового пистолета. В качестве контроллеров выступают: световой пистолет, две трёхпозиционные кнопки-«качели» и кнопка запуска пинбольного шарика. Приставка основана на чипе MOS Technology MPS 7600-004.